# Bisu T3

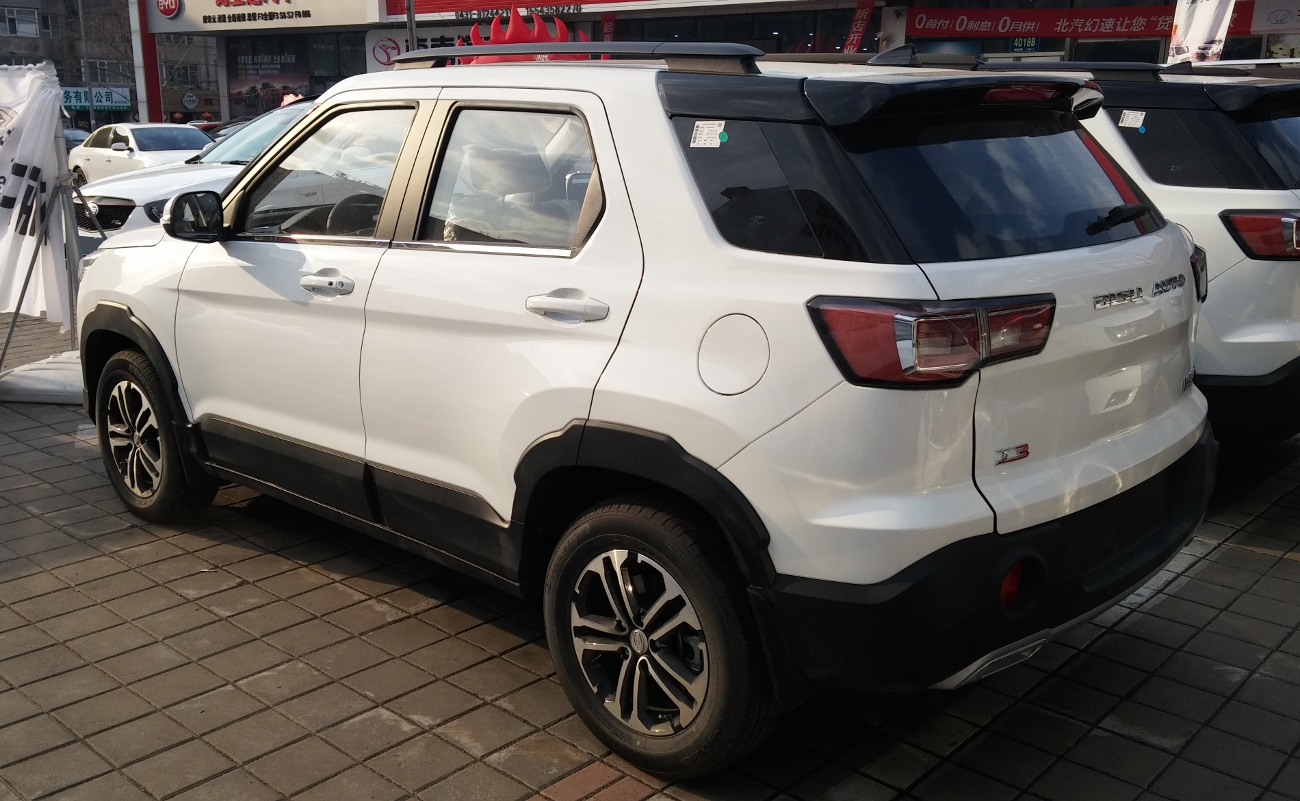
Heckansicht

Der Bisu T3 ist ein zwischen 2016 und 2020 angebotenes Kompakt-SUV der zur chinesischen Beijing Automotive Group gehörenden Marke Bisu.

## Geschichte
Der Fünfsitzer, der erstmals im November 2016 präsentiert wurde, kam Anfang Dezember 2016 als erstes Modell der Marke in China in den Handel. Dort war er unterhalb des Bisu T5 positioniert. Technisch basiert das Fahrzeug auf den 2014 eingeführten Huansu S2 und Huansu S3.

## Technische Daten
Den Antrieb übernimmt ein aufgeladener 1,3-Liter-Ottomotor mit einer maximalen Leistung von 98 kW (133 PS). Serienmäßig hat der T3 ein 5-Gang-Schaltgetriebe, optional ist ein stufenloses Getriebe erhältlich. Da Allradantrieb nicht verfügbar war, wurden alle Modelle mit Vorderradantrieb verkauft.
|                                            | 1.3T                     |
| ------------------------------------------ | ------------------------ |
| Bauzeitraum                                | 12/2016–12/2020          |
| Motorkenndaten                             |                          |
| Motorart                                   | Ottomotor                |
| Motorbauart                                | Reihen-Vierzylindermotor |
| Motoraufladung                             | Turbolader               |
| Hubraum                                    | 1298 cm³                 |
| max. Leistung bei min−1                    | 98 kW (133 PS) / 5500    |
| max. Drehmoment bei min−1                  | 185 Nm / 1500–4500       |
| Kraftübertragung                           |                          |
| Antrieb, serienmäßig                       | Vorderradantrieb         |
| Getriebe, serienmäßig                      | 5-Gang-Schaltgetriebe    |
| Getriebe, optional                         | Stufenloses Getriebe     |
| Messwerte                                  |                          |
| Höchstgeschwindigkeit                      | 178 km/h                 |
| Beschleunigung, 0–100 km/h                 | k. A.                    |
| Kraftstoffverbrauch auf 100 km, kombiniert | k. A.                    |
| Tankinhalt                                 | 50 l                     |